# Naomi Folkard
Naomi Folkard (ur. 18 września 1983 r. w Leamingtonie Spie) – brytyjska łuczniczka specjalizująca się w łuku klasycznym, trzykrotna brązowa medalistka mistrzostw świata, mistrzyni Europy, trzykrotna medalistka World Games, złota i srebrna medalistka igrzysk europejskich, srebrna medalistka Igrzysk Wspólnoty Narodów, uczestniczka czterech igrzysk olimpijskich.

## Igrzyska olimpijskie
Na igrzyskach olimpijskich w 2004 roku w Atenach w zawodach indywidualnych dotarła do 1/8 finału, przegrywając w nim z późniejszą mistrzynią – Park Sung-hyun. W  rywalizacji drużynowej razem z Heleną Palmer i Alisoną Williamson przegrała w pierwszej rundzie z reprezentantkami Indii.
Cztery lata później w Pekinie wraz z Alisoną Williamson i Charlottą Burgess dodarła do półfinału, który przegrała z Chinkami. W pojedynku o trzecie miejsce uległy jednak zawodniczkom z Francji, zajmując ostatecznie czwarte miejsce. Zawody indywidualne zakończyła na trzeciej rundzie, przegrywając z Japonką Nami Hayakawą.
W 2012 roku w Londynie odpadła w drugiej rundzie z późniejszą brązową medalistką – Marianą Avitią z Meksyku. W turnieju drużyn wystąpiła razem z Amy Oliver i Alisoną Williamson. W pierwszej rundzie przegrały z Rosjankami 208–215.
Na igrzyskach olimpijskich w 2016 roku w Rio de Janeiro wzięła udział tylko w rywalizacji indywidualnej, odpadając w ćwierćfinale po porażce z Koreanką Chang Hye-jin, która wygrała późniejszy finał. Były to jej ostatnie igrzyska olimpijskie.